# Список правителей Швабии
Список правителей Швабии

## МаркграфыРеции
| Имя         | Династия      | Годы правления  | Примечание                             |
| ----------- | ------------- | --------------- | -------------------------------------- |
| Гунфрид I   | Бурхардингеры | 807 — после 835 |                                        |
| Адальберт I | Бурхардингеры | после 835—846   | сын Гунфрида I                         |
| Рудольф     | Вельфы        | ? — после 895   | сын Рудольфа I, графа Понтье           |
| Бурхард I   | Бурхардингеры | после 895—911   | внук Адальберта I; герцог Швабии с 911 |
| Бурхард II  | Бурхардингеры | 913 — 917       | сын Бурхарда I; герцог Швабии с 917    |

## Пфальцграфы Швабии
| Имя        | Династия       | Годы правления | Примечание        |
| ---------- | -------------- | -------------- | ----------------- |
| Бертольд I | Агалольфингеры | ? — 892        |                   |
| Эрхангер   | Агалольфингеры | 892 — 917      | пфальцграф Швабии |

## ГерцогиШвабии
| Имя                        | Династия            | Годы правления  | Примечание                                                                                  |
| -------------------------- | ------------------- | --------------- | ------------------------------------------------------------------------------------------- |
| Бурхард I                  | Бурхардингеры       | 909 — 911       | маркграф Реции                                                                              |
| Эрхангер                   | Агалольфингеры      | 915 — 917       | пфальцграф Швабии                                                                           |
| Бурхард II                 | Бурхардингеры       | 917 — 926       | сын Бурхарда I                                                                              |
| Герман I фон Веттерау      | Конрадины           | 926 — 949       | двоюродный брат короля Конрада                                                              |
| Людольф                    | Людольфинги         | 950 — 954       | сын короля Оттона I                                                                         |
| Бурхард III                | Бурхардингеры       | 954 — 973       | сын Бурхарда II                                                                             |
| Оттон I                    | Людольфинги         | 973 — 982       | сын Людольфа                                                                                |
| Конрад I                   | Конрадины           | 982 — 997       | правнук Эбергарда, брата короля Конрада                                                     |
| Герман II                  | Конрадины           | 997 — 1003      | сын Конрада I                                                                               |
| Герман III                 | Конрадины           | 1003 — 1012     | сын Германа II                                                                              |
| Эрнст I                    | Бабенберги          | 1012 — 1015     | сын Луитпольда, маркграфа Восточной марки Лиутпольда Бабенберга                             |
| Эрнст II                   | Бабенберги          | 1015 — 1030     | сын Эрнста I                                                                                |
| Герман IV                  | Бабенберги          | 1030 — 1038     | сын Эрнста I                                                                                |
| Генрих I                   | Салическая династия | 1038 — 1045     | император Священной Римской империи Генрих III                                              |
| Оттон II                   | Эццонены            | 1045 — 1047     | пфальцграф Лотарингии                                                                       |
| Оттон III                  | Луитпольдинги       | 1048 — 1057     | маргкграф Швайнфурта                                                                        |
| Рудольф Рейнфельденский    | Конрадины           | 1057 — 1079     | антикороль Германии с 1077                                                                  |
| Фридрих I                  | Гогенштауфены       | 1079 — 1105     | граф Гогенштауфен                                                                           |
| Бертольд I Рейнфельденский | Конрадины           | 1079 — 1090     | сын Рудольфа Рейнфельденского, претендент на герцогство Швабия                              |
| Бертольд II                | Церингены           | 1092 — 1111     | Сын Бертольда I, герцога Каринтии и Вероны, 1090—1092 года претендент на герцогство Швабия. |
| Фридрих II Одноглазый      | Гогенштауфены       | 1105 — 1147     | сын Фридриха I                                                                              |
| Фридрих III Барбаросса     | Гогенштауфены       | 1147 — 1152     | сын Фридриха II, позже — император Фридрих I Барбаросса с 1152                              |
| Фридрих IV фон Ротенбург   | Гогенштауфены       | 1152 — 1167     | сын императора Конрада III                                                                  |
| Фридрих V                  | Гогенштауфены       | 1167 — ок. 1169 | сын Фридриха I Барбароссы                                                                   |
| Фридрих VI                 | Гогенштауфены       | 1170 — 1191     | сын Фридриха I Барбароссы                                                                   |
| Конрад II                  | Гогенштауфены       | 1191 — 1196     | сын Фридриха I Барбароссы, герцог фон Ротебург                                              |
| Филипп                     | Гогенштауфены       | 1196 — 1208     | сын Фридриха I Барбароссы, король Германии с 1198                                           |
| Фридрих VII                | Гогенштауфены       | 1212 — 1217     | сын императора Генриха VI, король Германии с 1212 (Фридрих II)                              |
| Генрих II                  | Гогенштауфены       | 1217 — 1235     | сын императора Фридриха II, антикороль Германии                                             |
| Конрад III                 | Гогенштауфены       | 1235 — 1246     | сын императора Фридриха II, король Германии с 1237                                          |
| Конрад IV                  | Гогенштауфены       | 1262 — 1268     | сын Конрада III                                                                             |
| Рудольф II                 | Габсбурги           | 1273 — 1290     | Сын императора Рудольф I                                                                    |
| Иоганн Паррицида           | Габсбурги           | 1290 — 1313     | сын Рудольфа II                                                                             |

## Герцоги Церинген
В данном разделе приводится список правителей герцогства Церинген, образованного в 1098 году из части земель, входивших в герцогство Швабия.
| Имя          | Годы правления | Примечание                                                                                |
| ------------ | -------------- | ----------------------------------------------------------------------------------------- |
| Бертольд II  | 1098 — 1111    | Сын Бертольда I, герцога Каринтии и Вероны, до 1098 года претендент на герцогство Швабия. |
| Бертольд III | 1113 — 1122    | сын Бертольда II                                                                          |
| Конрад I     | 1122 — 1152    | сын Бертольда II                                                                          |
| Бертольд IV  | 1152 — 1186    | сын Бертольда III                                                                         |
| Бертольд V   | 1186 — 1218    | сын Бертольда IV                                                                          |